# 11 Armia (RFSRR)

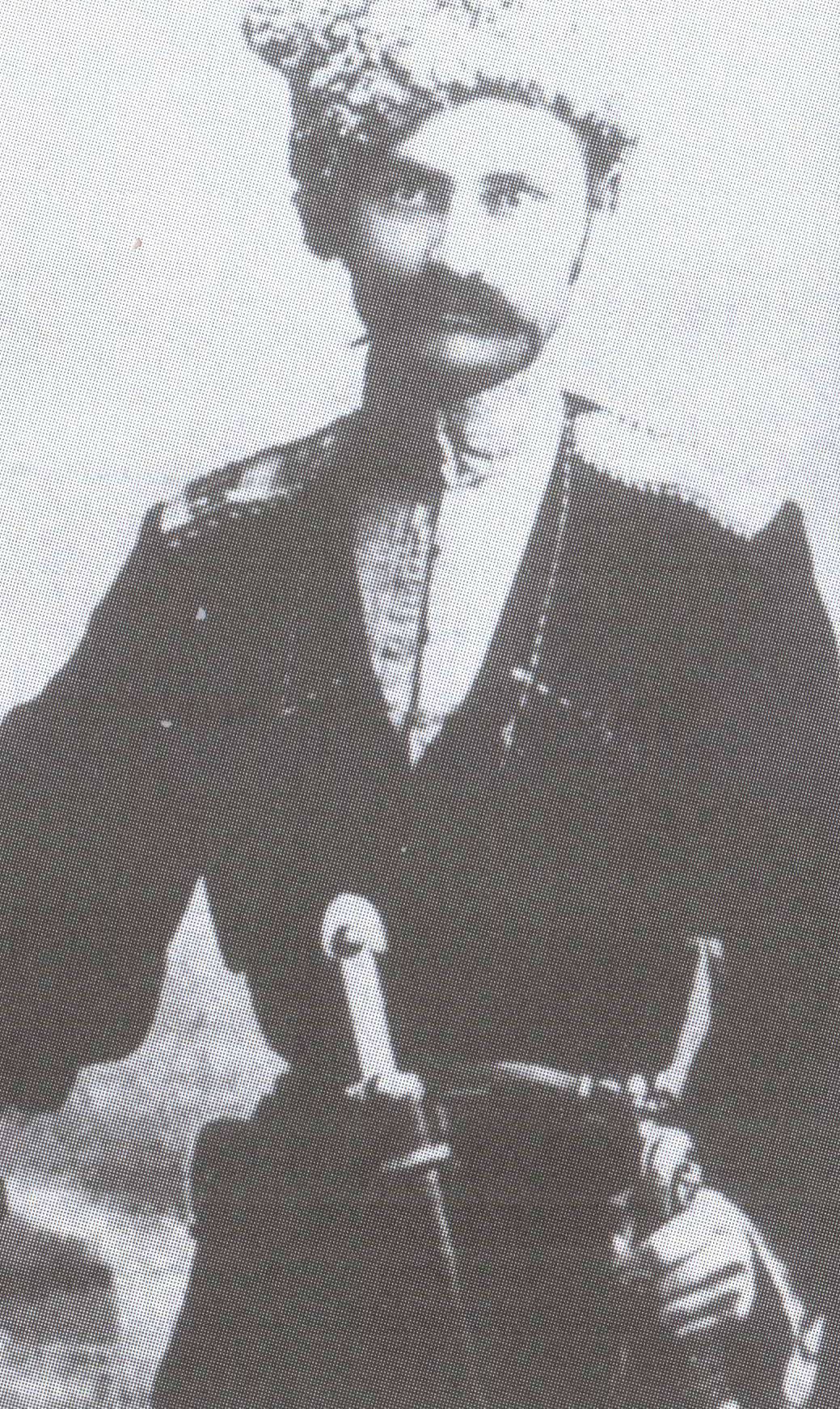
Iwan Sorokin, pierwszy dowódca 11 Armii

11 Armia (ros. 11-я армия) − jedna z armii radzieckich w okresie wojny domowej w Rosji 1918–1922. Armia została utworzona 3 października 1918 i funkcjonowała do 29 maja 1921.

## Dowódcy
- Iwan Sorokin (3−27 października 1918)
- Iwan Fiedko (17−30 listopada 1918)
- Władimir Kruse (30 listopada 1918 − 3 stycznia 1919)
- Michaił Lewandowski (3 stycznia − 13 lutego 1919)
- N.A. Żdanow (20 marca − 3 czerwca 1919)
- A. Smirnow (3−10 czerwca 1919)